# Indiana Evans

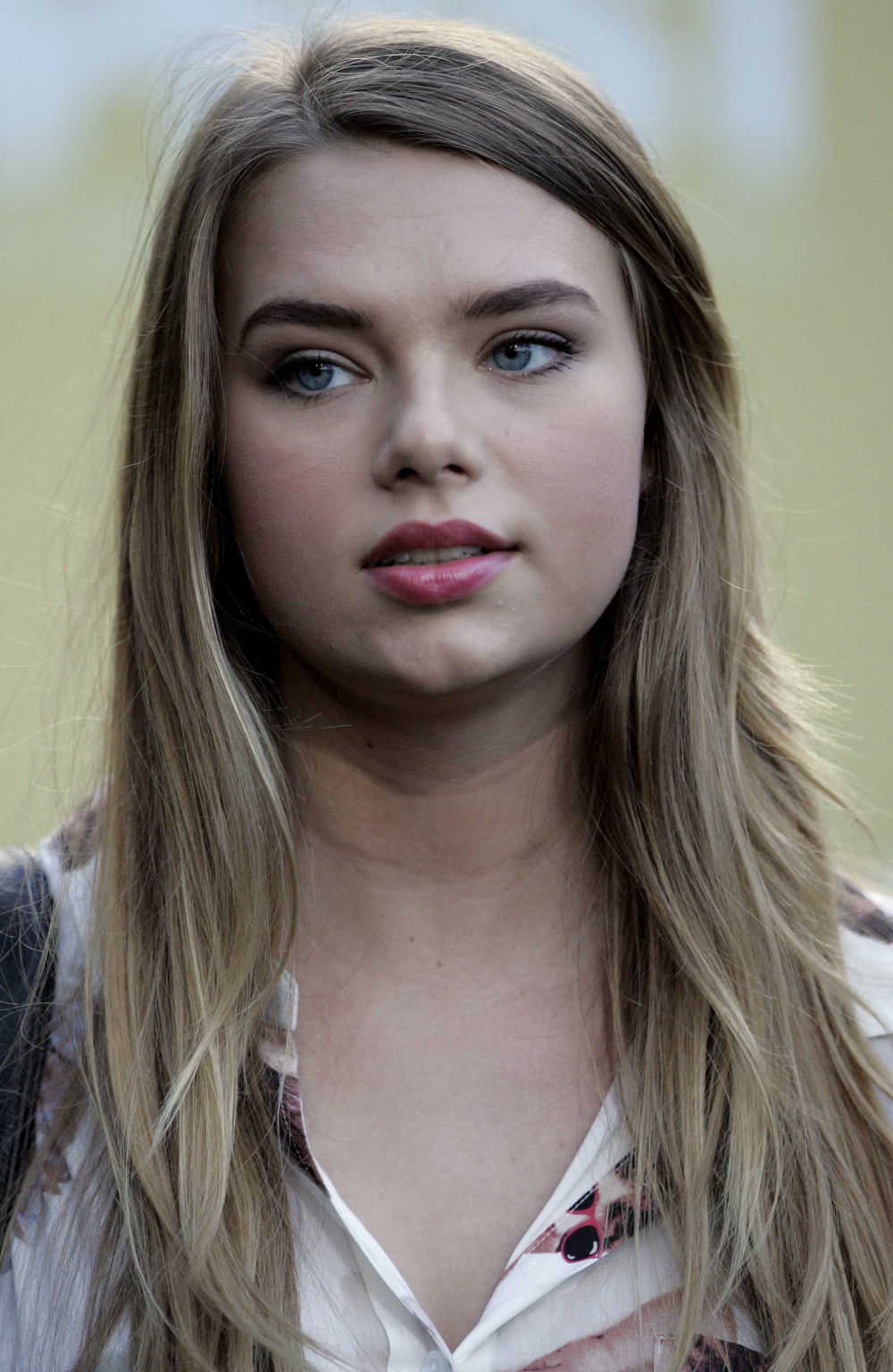
Indiana Evans beim Tropfest 2013

Indiana Rose Evans  (* 27. Juli 1990 in Sydney, New South Wales) ist eine australische Schauspielerin und Sängerin.

## Karriere
2003 bekam sie eine Gastrolle in einer Episode von All Saints. Im gleichen Jahr erhielt sie die Rolle der „Abby Oakly“ in der Kinderserie Snobs, die in Deutschland im KiKA ausgestrahlt wurde. Von Januar 2004 bis Juli 2008 verkörperte sie „Matilda Hunter“ in der bekannten australischen Serie Home and Away.
2005 war sie für den Logie Award als Most Popular New Talent – Female für ihre Rolle der Matilda nominiert. 2008 spielte sie die China Williams in der australischen Dramaserie The Strip zusammen mit ihrem Home and Away-Co-Star Bob Morley.
Von 2009 bis 2010 spielte sie die Rolle der „Bella“ in der dritten Staffel der australischen Jugendserie H2O – Plötzlich Meerjungfrau, die ab Mai 2010 im KiKA ausgestrahlt wurde und in der sie auch das Titellied No Ordinary Girl singt.
2012 war sie als „Emmaline Robinson“ in Blue Lagoon: Rettungslos verliebt zu sehen.
In der ABC-Dramaserie Secrets and Lies verkörpert Evans in der ersten Staffel die Hauptrolle der „Natalie Crawford“.

## Privates
Indiana Evans hat eine ältere Schwester, Alexis, und einen jüngeren Bruder, Maximilian. 
Am Set von H₂O – Plötzlich Meerjungfrau lernte sie Angus McLaren kennen, mit dem sie ab 2009 liiert war. 2012 trennte sich das Paar.

## Filmografie (Auswahl)

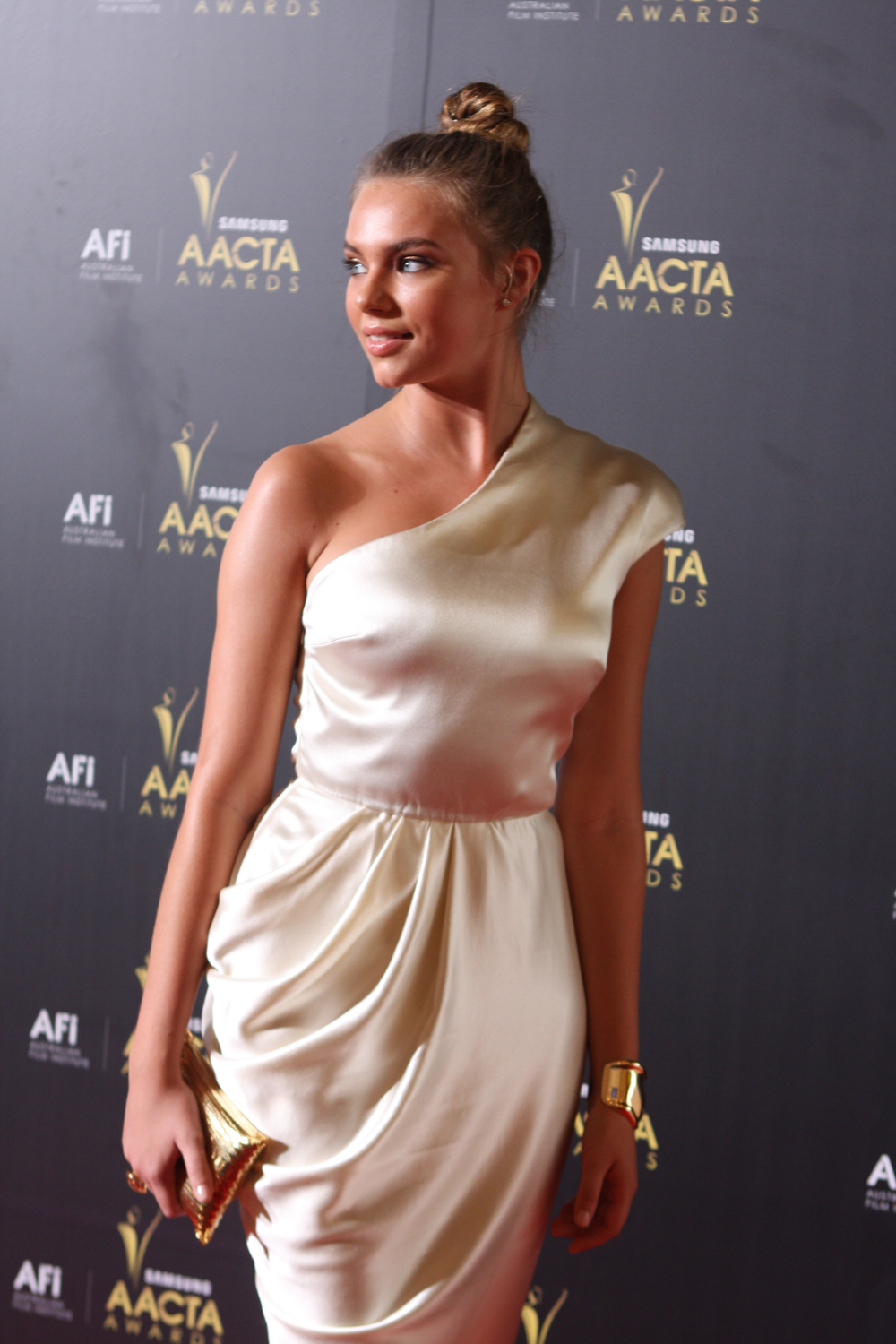
Indiana Evans bei den AACTA Awards (2012)

- 2003: All Saints (Fernsehserie, Folge 6x03 Destiny's Child)
- 2003–2004: Snobs (Fernsehserie, 26 Folgen)
- 2004–2008: Home and Away (Seifenoper)
- 2008: The Strip (Fernsehserie, Folge 1x04 Schoolies)
- 2009–2010: H2O – Plötzlich Meerjungfrau (H2O: Just Add Water, Fernsehserie, 26 Folgen)
- 2009: Burden (Kurzfilm)
- 2010: A Model Daughter: The Killing of Caroline Byrne (Fernsehfilm)
- 2010: Ice Twister 2 – Arctic Blast (Arctic Blast)
- 2011: Crownies (Fernsehserie, 22 Folgen)
- 2012: Blue Lagoon: Rettungslos verliebt (Blue Lagoon: The Awakening, Fernsehfilm)
- 2013: Janet King (Fernsehserie, 4 Folgen)
- 2015: Secrets and Lies (Fernsehserie, 10 Folgen)
- 2015: House Husbands (Fernsehserie, 2 Folgen)
- 2015: Ash vs Evil Dead (Fernsehserie, 2 Folgen)
- 2022: Thor: Love and Thunder
- 2024: Queenstown Murders – Zum Sterben schön (A Remarkable Place to Die, Fernsehserie, 4 Folgen)

## Auszeichnungen
Logie Award
- 2005: Nominierung als Most Popular New Talent – Female für ihre Rolle als Matilda Hunter in Home and Away
- 2008: Gewinnerin des Dolly Teen Choice Award als Queen of the ten